# Schloen
Schloen était une commune d'Allemagne située dans l'arrondissement du Plateau des lacs mecklembourgeois, dans le Land de Mecklembourg-Poméranie-Occidentale.

## Géographie
Malchow se situe dans la région du plateau des lacs mecklembourgeois (Mecklenburgische Seenplatte).

## Histoire
Schloen fut mentionnée pour la première fois dans un document officiel en 1218.
Depuis le 1er janvier 2012 elle a fusionné avec la commune de Groß Dratow pour former la nouvelle commune de Dratow-Schloen.